# Fondazione Cassa di Risparmio di Terni e Narni
La Fondazione Cassa di Risparmio di Terni e Narni è una fondazione bancaria fondata a Terni, costituita con decreto del Ministero del Tesoro del 24 luglio 1992, in seguito alla legge che imponeva la costituzione di fondazioni bancarie per separare la proprietà pubblica dalla gestione. La fondazione conferì l'ex Istituto di credito di diritto pubblico nella nuova società appositamente costituita Cassa di Risparmio di Terni e Narni. La fondazione ha sede nel rinascimentale Palazzo Montani-Leoni, affacciato su Corso Tacito a Terni.

## Storia
La Cassa di Risparmio di Terni era uno dei più antichi ed importanti istituti di credito dello Stato Pontificio, deriva dalla fusione per incorporazione della Cassa di Risparmio di Terni, fondata nel 1846 da cittadini notabili di Terni ed eretta in Ente Morale in data 5 settembre 1846 (con Decreto della Segreteria di Stato a firma del Cardinale Gizi), e della Cassa di Risparmio di Narni, fondata nel 1873.
Nel 1954 la Cassa di Risparmio di Terni ha incorporato il Monte di Pietà di Terni, fondato nel 1467 da Padre Barnaba Manassei.

## Presidenti
L'assemblea dei soci della Fondazione, quale erede dell'associazione di cittadini che nel 1846 si costituì per l'istituzione della Cassa di risparmio di Terni, ha il compito di eleggere 10 dei 20 membri del Comitato di Indirizzo della Fondazione. Il comitato di Indirizzo elegge a sua volta il Consiglio di Amministrazione ed il presidente della Fondazione. 
A partire dal 1992, i presidenti sono stati:
1. Prof. Vittorio Galassi (1992-1996)
2. Dott. Paolo Candelori (1996-2010)
3. Dott. Mario Fornaci (2010-2016)
4. Dott. Luigi Carlini (2016-)

## Raccolta d'arte
La fondazione è proprietaria di numerosi dipinti di pregio tra il Quattrocento ed il Novecento, con particolare riguardo a vedute della Cascata delle Marmore. Questi sono conservati nella sede della Fondazione nel palazzo Montani-Leoni in Corso Tacito a Terni.

## Riferimenti e Bibliografia
- La raccolta d'arte della Fondazione Cassa di risparmio di Terni e Narni, Fondazione Cassa di risparmio di Terni e Narni, a cura di Anna Ciccarelli, Francesco Santaniello, 2012 - 157 pagine
- Fondazione Cassa di Risparmi di Terni e Narni, BILANCIO CONSUNTIVO, 01/01/2016-31/12/2016
- Ciccarelli Anna (a cura di) Palazzo Montani Leoni. Sede della Fondazione Cassa di Risparmio Terni e Narni. 2011.